# Canton de Nantiat
Le canton de Nantiat est une ancienne division administrative française située dans le département de la Haute-Vienne et la région Nouvelle-Aquitaine. À la suite du redécoupage cantonal de 2014, le canton est fondu dans celui de Bellac.

## Géographie
Ce canton est organisé autour de Nantiat dans l'arrondissement de Bellac. Son altitude varie de 192 m (Berneuil) à 587 m (Compreignac) pour une altitude moyenne de 357 m. Il est traversé par la vallée du Vincou et s'étire sur plus de 30 km, dans l'alignement des monts de Blond et d'Ambazac.

## Représentation

### Conseillers généraux de 1833 à 2015
| Période | Période                   | Identité                                         | Étiquette    | Qualité |
| ------- | ------------------------- | ------------------------------------------------ | ------------ | --- |
| 1833    | 1848                      | Charles Cantillon-Tramont (1781-1874)            |              | Juge de paix à Nantiat, maire de Cieux                                                                                              |
| 1848    | 1852                      | Joseph Hélitas Desbrosses                        |              | Propriétaire à Nantiat, géomètre, maire de Chamboret, conseiller d'arrondissement                                                   |
| 1852    | 1871                      | Vicomte Arthur Dubreuil-Hélion de la Guéronnière | Légitimiste  | Journaliste, membre du Conseil d'État Député du Cantal (1852-1854) Sénateur (1861-1870)                                             |
| 1871    | 1909 (décès)              | Jules Buisson des Leszes                         | Rad.         | Propriétaire du château des Leszes, maire de Nantiat                                                                                |
| 1909    | 1913 (décès)              | Jean-Baptiste Ruaud                              | Rad.         | Négociant à Nantiat |
| 1913    | 1942 (démission d'office) | François Thomas                                  | SFIO         | Menuisier Maire de Nantiat Nommé membre de la Commission administrative départementale en 1941 Révoqué par le Gouvernement de Vichy |
|         |                           |                                                  |              | |
| 1942    | 1945                      | François Moreau                                  |              | Cultivateur Maire de Berneuil Nommé conseiller départemental en 1942                                                                |
|         |                           |                                                  |              | |
| 1945    | 1951                      | François Thomas                                  | SFIO         | Entrepreneur de scierie Maire de Nantiat                                                                                            |
| 1951    | 1952 (invalidé)           | André Jouhannaud (1911-1991)                     | PCF          | Maire de Compreignac |
| 1952    | 1988                      | Albert Lecardeur                                 | SFIO puis PS | Instituteur Maire de Saint-Symphorien-sur-Couze                                                                                     |
| 1988    | 2015                      | Stéphane Veyriras                                | PS           | Médecin à Nantiat, conseiller municipal de Nantiat Elu en 2015 dans le Canton de Bellac                                             |

### Conseillers d'arrondissement (de 1833 à 1940)
| Période                                  | Période      | Identité                              | Étiquette                | Qualité |
| ---------------------------------------- | ------------ | ------------------------------------- | ------------------------ | --- |
| 1833                                     | 1836         | M. Couty                              |                          | Notaire à Cieux                                                                                             |
| 1836                                     | 1839         | M. Martin                             |                          | Employé en retraite à Compreignac                                                                           |
| 1839                                     | 1848         | Joseph Hélitas Desbrosses (1791-1869) |                          | Géomètre, maire de Chamboret                                                                                |
|                                          |              |                                       |                          | |
| 1871                                     | 18..         | Joseph Faucher (1776-1863)            |                          | Notaire honoraire à Nantiat                                                                                 |
|                                          |              |                                       |                          | |
|                                          | 1881 (décès) | Lucien Faucher                        |                          | |
|                                          |              |                                       |                          | |
| 1892                                     | 1898         | Jules Hyacinthe Audoynaud             | Républicain opportuniste | Médecin à Nantiat, juge de paix                                                                             |
| 1898                                     |              | Jean Larcher                          | Radical                  | Maire de Chamboret                                                                                          |
|                                          |              |                                       |                          | |
| 1919                                     |              | M. Roussillon                         | SFIO                     | |
| 1919                                     | 1922         | M. Jouandeau                          |                          | |
| 1922                                     | 1940         | Pierre Rivier                         | SFIO                     | Ouvrier, maire de Compreignac                                                                               |
|                                          | 1940         | M. Rousseau                           | SFIO                     | |
| 1940                                     |              |                                       |                          | Les conseils d'arrondissement ont été suspendus par la loi du 12 octobre 1940 et n'ont jamais été réactivés |
| Les données manquantes sont à compléter. |              |                                       |                          | |

## Composition
Le canton de Nantiat groupe 11 communes et compte 7 446 habitants au recensement de 2010.
| Communes                   | Population (2012) | Code postal | Code Insee |
| -------------------------- | ----------------- | ----------- | ---------- |
| Berneuil                   | 420               | 87300       | 87012      |
| Breuilaufa                 | 151               | 87300       | 87022      |
| Le Buis                    | 198               | 87140       | 87023      |
| Chamboret                  | 772               | 87140       | 87033      |
| Cieux                      | 962               | 87520       | 87045      |
| Compreignac                | 1 730             | 87140       | 87047      |
| Nantiat                    | 1 595             | 87140       | 87103      |
| Roussac                    | 475               | 87140       | 87128      |
| Saint-Symphorien-sur-Couze | 227               | 87140       | 87184      |
| Thouron                    | 510               | 87140       | 87197      |
| Vaulry                     | 406               | 87140       | 87198      |

## Démographie
| 1962  | 1968  | 1975  | 1982  | 1990  | 1999  | 2006  | 2010  |
| ----- | ----- | ----- | ----- | ----- | ----- | ----- | ----- |
| 6 680 | 7 081 | 6 459 | 6 329 | 6 642 | 6 871 | 7 257 | 7 446 |